# شعب رهوان العليا (بعدان)

تعديل مصدري - تعديل

شعب رهوان العليا محلة تابعة لقرية رهوان العليا، التابعة لعزلة الحرث بمديرية بعدان إحدى مديريات محافظة إب في الجمهورية اليمنية، بلغ تعداد سكانها 31 حسب تعداد اليمن لعام 2004.